# あにめショップへいこう!
『あにめショップへいこう!』は、スクアドラ・ディが製作、2001年4月20日に発売したアダルトゲームである。

## 概要
中京圏の地域系アニメショップおよび等身大フィギュア製作販売で知られるペーパームーンのブランドである、スクアドラ・ディ（スクアドラとは、イタリア語でチームや集団などを意味する語squadraのこと）が製作したアダルトゲームである。
本作はアニメショップでのアルバイトを通じて繰り広げられる恋愛アドベンチャーとなっており、本作の主要舞台であるアニメショップ「ペパーミント」の店舗概観や店内の様子などは、ブランドの母体である「ペーパームーン」がベースとなっている。また、作品舞台も中京圏となっている。ただし、ショップの制服など、異なる部分も多数存在する。
作品ジャンルの関係で、アニメ作品を題材としたエッセンスも多数盛り込まれている。例えば、コスプレをしているとキャラクターの口調が移るといってうっかり話してしまう『うる星やつら』のラムの台詞、ミニゲームの一つであるアニメクイズ、民明書房を典拠とした技解説（天地返し、八極拳奥義に独自技を織り交ぜた修羅「独歩頂膝」覇王靠華山など）、攻略分岐せずアニメ作品の大人買いエンディングになったときに発せられる『北斗の拳』のラオウの最後の台詞などである。

## あらすじ
夏休みのある日、主人公の不破は、以前アルバイトをしていたアニメショップ「ペパーミント」から助っ人の依頼を受ける。電話で半ば強引に用件を言って電話を切るというその依頼に文句を言いながらも、アニメショップが困っていることを想像し、不破自身が金欠病であることも考え、結局アルバイトに向かうこととなった。こうして8月の1か月間、アニメショップのアルバイト店員として働くこととなった。

## 登場キャラクター

### メインシナリオのメインキャラクター
以下は、初期からプレイ可能なシナリオのメインキャラクターである。
不破義隆（ふわよしたか）
主人公。アニメショップ「ペパーミント」からの強引な依頼で、今年の夏はショップのアルバイトをすることとなった。両親不在で、幼少の頃には孤児院「ひまわり学園」にいたこともある。
橘美子（たちばなみこ）
声：かもりあみ、誕生日：7月22日
アルバイト店員。栗色の髪に黄色の大きなリボンが特徴。いわゆるドジっ娘。この夏からショップでアルバイトすることとなった。145cmと小柄なため、既存の制服ではサイズが合わず、ショップの制服は（従業員は全員特注だが、アルバイトにもかかわらず）胸パット付きの特注となっている。
主人公と結ばれた後、理由も言わずに主人公と別れることとなるが、後日談はおまけシナリオによって語られることとなる。
神代姫（かみしろひめ）
声：ニイナ、誕生日：11月23日
副店長。主人公が以前アルバイトしていた頃にも店にいたため、主人公とは既に顔見知りの仲。青髪ロングと巨乳が特徴。下の名前である「姫」と呼ばれるのを嫌っている。主人公に対しては暴力的でもあり、ことあるごとに主人公を張り倒している。数少ない苦手なものは心霊話。
立場上、美子が失敗したときなどは叱る場面もあるが、他の従業員やアルバイトからは慕われている。
高杉朋美（たかすぎともみ）
声：涼風りん、誕生日：6月9日
来店客。黄色髪に夏でも着けている白手袋が特徴。花束を持ってショップのメッセージボードに詩を書くという珍しい姿で登場する。メッセージボードのネームは紙月。
幼少の頃に両親を亡くし、長い間、兄と一緒に暮らしてきたが、ある事件が原因で兄は意識不明のままとなり、朋美自身も心に闇を抱えていた。そして、朋美が自殺しようとするところを偶然主人公が見かけ、引き止めるところで知り合うことになる。
叶野波（かのうのなみ）
声：あゆ、誕生日：3月6日
来店客。緑髪が特徴。ショップでは等身大人形をじっくり観察する姿が目撃できるが、実際には衣装を観察しており、コスプレイヤーである。自身が掲載されている投稿写真誌（盗撮系）を購入して盗撮対策を考えるなど、衣装作りの研究に余念がない。
親が転勤族で、一つの場所に長い期間はいないという生活を続けており、そのため親しい友人を作るに至るまでに転校してしまうことが多かった。そして、高校1年の頃の唯一の友人がコスプレイヤーで、衣装製作を手伝ったことが、コスプレイヤーになったきっかけであった。その後、どこに転校してもコスプレ会場で再会できるという考えから、コスプレイヤーの道に進んでいく。将来の夢は声優になることである。
桜井千草（さくらいちぐさ）
声：USAGI、誕生日：4月1日
来店客。水色ショート髪に黄色のバンダナが特徴。文末の「なのさ」が口癖。登場キャラクターの中では最もアニメ全般に強く、特定条件を満たすことでアニメ関連のクイズを出題、成績が悪いと「従業員でこの出来なら、私はいつでも店長になれる」と豪語するほど。同人サークルで絵を担当し、個人でも同人誌即売会に出展している。主なジャンルはネココ本。テスト直前でもテストそっちのけで絵を描いているので、いつも補習を受けてしまうほど成績は悪い。しかし、それで落ち込むわけではなく明るい性格。ネット上では桜花のハンドルで知られる。
幼少の頃に母を亡くしており、母が即興で絵を描いて話を作る紙芝居が、絵を描くきっかけとなった。ただし、桜井家は代々芸術家に恵まれた家系となっており、父は漫画などは大衆娯楽であって芸術と呼べるものではないと苦々しく思っている。
紅林まきし（くればやし まきし）
声：真岸実祝、誕生日：2月14日
人気上昇中のアニメ声優。代表作は、猫をベースとしたキャラクターであるネココで、作中では放映中扱いである。作中では、この夏に新曲「笑顔のプレゼント」が発売されることとなるが、これは本作のオープニングテーマソングでもある。
幼少期には孤児院「ひまわり学園」にいたことがあり、主人公の初恋の相手でもある。その頃の名前は船村まやか。その後、ある家庭に引き取られることとなったが、主人公がアニメ関連の職につきたいと言っていたことを思いだし、絵心のないまきしは、主人公に会えることを夢見ながら他のアニメ関連の道として声優の道を目指す。そして、新譜発表と記念イベントという形でアニメショップ「ペパーミント」を訪れ、そこで働く主人公を見つけることとなった。
ドール（デフォルト名：みるく）
声：梨本悠里
ショップを代表する商品、等身大ドールの1つで、メイド衣装を着たドールである。ショップで夜間作業となった主人公の「猫の手も借りたい」という言葉に呼応して、「ドールの手では？」と動き出す。動き出してからは継目のあるドールではなく、人の姿で主人公を手助けすることとなる。ただし、動くことのできる時間は人の想いの強さに左右されるとなっており、ごく数日に限られ、その間、主人公との間で思い出を紡いでいくこととなる。
吉野尊美
声：雪野白玉
主人公と同じ大学の同じ研究室の学生。菜食主義。実は主人公のことが好きであったが、ある日、主人公の自宅の近くでスクーターに乗って事故死してしまう。その後、幽霊として主人公宅を訪れるが気付いてもらえず、ゾンビとして主人公宅を訪れることになる。

### おまけシナリオのメインキャラクター
橘美子シナリオを終えるとタイトルメニューにおまけシナリオへの入り口が開かれる。これは、美子のシナリオの背景、美子が主人公と別れることとなった理由と、別れてからの後日談となっている。また、メインストーリーは前作である「Parts」の外伝であり、難病治療や臓器移植、ヒトクローンの問題を取り扱うなど、本編とは一線を画した内容になっている。
以下は、このおまけシナリオの登場キャラクターである。
伊達春彦（だてはるひこ）／橘春彦（たちばなはるひこ）
ある病院の研修医としてシナリオが始まる。医療に関わってから初めて患者の死に直面したとき、早乙女菜希に元気づけられたことから菜希と親しくなり、それがきっかけとなって、後にニュースに報道されるような時の人となる。
研修期間が終わり正式に医師となった際、菜希の担当補佐となるが、菜希の病状が重くなり、最終的には菜希を安楽死させてしまう。その後、菜希の親戚から訴えられ、病院を去ることとなる。次にクローン研究機関に関わることとなり、そこで菜希のヒトクローンであるナキを造ることとなる。ナキを失ってからは表向きには宗教団体、裏では臓器用クローン製造で財力をつけた後、菜希とナキを救うことができなかった人類への復讐を行おうと、細菌兵器の開発を進める。しかし、亡き菜希とナキを思ううち、復讐心に迷いが現れ、その迷いを解くためにもう一度ヒトクローンを造り出すことになる。それが、メインシナリオに登場する橘美子である。表向きには橘美子の父親となる。
早乙女菜希（さおとめなき）
一見幼く見えるが、実際は（作品開始時点で）20歳。春彦が落ち込んでいるときに春彦を元気づけたことがきっかけで親しい仲となった。ドジっ娘であるが、そのドジさは筋萎縮性側索硬化症の症状で、手足が自由に動かないことによるものであることが、後に示される。父を亡くし、菜希の症状が重くなってからは母が宗教にすがるようになり、そんな中、毎日のように病室に訪れる春彦とはかなり親しい関係となる。1度は病院に内緒で深夜のクリスマス会を開いたこともある。しかし、その後も症状が回復することはなく、会話手段も、指の筋肉、最後には眼の筋肉を用いてパソコン上に文字を出力するという方法が残るのみとなり、春彦に安楽死をお願いすることとなる。
ナキ
早乙女菜希の遺伝子を元に作成された、ヒトクローン。春彦が病院を辞めた後、雇われることとなったクローン研究機関で造られた。初期はまったくと言っていいほど感情の起伏が見られなかった。外部に知られないようにと研究所内で隠して育てられていたが、ある時、閉め忘れられた扉からこっそり外に出かけて怖い目に合い、それによって感情が芽生える。そのような事件もあって、それ以降は研究所外の一軒家で生活するようになる。その後、犬を飼い、人間らしさを見せるようにもなる。しかし、後に週刊誌にスクープされ、ヒトクローン製造との関与を嫌った研究機関によって交通事故を装って殺されてしまう。

## ゲームシステム
ゲームシステムは、マップシステムを用いた選択肢タイプのアドベンチャーゲームとなっている。ただし、攻略対象キャラクターへのシナリオ分岐以降、マップ分岐は省略されている。また、おまけシナリオにおいては選択肢分岐は設けられていない。
上記のような例外を除いて、平日および土曜日は、1日あたり午前と午後の2度の行動選択を行い、そこに登場する女の子との会話によってゲームが進行していく。イベントが進行する行動の場合はマップ上に登場する女の子が事前に表示される。女の子が示されていない場所においてもほとんどの場合女の子は登場するが、その場合は単なる掛け合いのみである。なお、アニメショップでのアルバイトという作品舞台の関係上、行動可能な選択肢はアニメショップの店内「店内掃除」「雑用」「レジ」「在庫補充」と店外「外掃除」に限られる。日曜日は、完全に選択肢分岐のみとなっている。
日の終わりには、日の最終CGがモノクロ状に示される形でアイキャッチが入る演出となっている。

## ミニゲーム
本作には2種類のミニゲームが設けられている。ただし、これらは独立プレイできるものではなく、本作内で特定条件を満たした場合に限ってプレイできるものとなっている。なお、これらのクリアにはご褒美画像が設けられている。
千草のアニメクイズ
登場キャラクターの中で最もアニメ全般に強い桃井千草が出題するアニメ関連のクイズ。特定条件を満たすことで、1ゲーム中に最大4回登場する。全102問（25問×3回、27問×1回）の4択問題となっている。出題内容、出題順、4択選択肢の内容は固定的に決まっている。
ポスター巻き
アルバイトの津上が誘導係となって行われるミニゲーム。30秒間に30枚以上のポスターを巻くというもの。ゲーム上は、左上、右上、右下、左下の順に、4分割されたエリアをマウスでクリックし、4クリックで1周、1枚ポスターを巻いた扱いとなる。なお、このゲームは諦めるまで何度も再挑戦が可能であるが、その際には『聖闘士星矢』の小宇宙（コスモ）を高めるストーリーと演出が設けられている。

## スタッフ
- 企画・原案：あるなーじゅ
- シナリオ：古山遊亜、あるなーじゅ、香森亜未、東尾幹
- CG：りゅんぬ、香森亜未

## 主題歌
オープニングテーマ「笑顔のプレゼント」
作詞、作曲、編曲：KYOKA / 歌：紅林まきし
エンディングテーマ「Destani」
作詞、作曲、編曲：KAI / 歌：Peace for Boys